# Fossil Wood Point
Der Fossil Wood Point ist eine Landspitze im ostantarktischen Mac-Robertson-Land. In der Aramis Range der Prince Charles Mountains liegt sie zwischen der Bainmedart Cove und dem übrigen Teil des Radok Lake.
Der australische Geologe Alex Medvecky war zwischen Januar und Februar 1969 der Erste, der diese Landspitze als Teil einer Erkundungsmannschaft der Australian National Antarctic Research Expeditions zu den Prince Charles Mountains besuchte. Ihren Namen erhielt sie 1971 durch das Antarctic Names Committee of Australia in Anlehnung an die dort gefundenen Baumfossilien.